# Ley orgánica para el aprovechamiento sostenible de los recursos naturales
La ley orgánica para el aprovechamiento sostenible de los recursos naturales, o ley n.° 26821 es una normativa peruana promulgada el 10 de junio de 1997, tiene como propósito establecer el marco normativo y los principios para promover y regular el uso responsable y sostenible de los recursos naturales en el país. Además, busca lograr una armonización entre la explotación de los recursos naturales y la conservación del medio ambiente y la biodiversidad. Esta ley también prevé la implementación de herramientas como los Planes de Aprovechamiento Sostenible de los Recursos Naturales y fomenta la colaboración entre diversas instituciones, así como la participación activa de las comunidades locales en las decisiones relacionadas con el uso de los recursos naturales. Su objetivo primordial radica en alcanzar un equilibrio entre el desarrollo económico y la preservación del entorno natural en beneficio de las generaciones presentes y futuras.

## Definiciones
En esta ley se define recursos naturales de la siguiente manera:

Se consideran recursos naturales a todo componente de la naturaleza susceptible de ser aprovechado por el ser humano para la satisfacción de sus necesidades y que tenga un valor actual o potencial en el mercado, tales como las aguas superficiales y subterráneas; el suelo, subsuelo y las tierras por su capacidad de uso mayor; la diversidad biológica; los recursos hidrocarburíferos, hidroenergéticos, eólicos, solares, geotérmicos y similares; la atmósfera y el espectro radioeléctrico; los minerales; y el paisaje natural. En tanto sea objeto de aprovechamiento económico, es considerado recurso natural para efectos de la presente Ley.

## Contenido
La ley consta de 5 títulos, 30 artículos y 3 disposiciones finales. Los títulos son los siguientes:
- Título I - Disposiciones Generales
- Título II- El estado y el aprovechamiento sostenible de los recursos naturales
- Título III- De los recursos naturales de libre acceso
- Título IV- Del otorgamiento de derechos sobre los recursos naturales
- Título V- De las condiciones de aprovechamiento sostenible de los recursos naturales